# 宮崎美子
宮崎美子（日语：宮崎美子，1958年12月11日—），日本女演員，畢業於熊本大學法學部。前藝名是宮崎淑子。
她曾出演過《多謝款待》、《黑之雨》和《植物圖鑑》等多部影視作品。

## 經歷
在1979年10月左右，當時她還是熊本大學的三年生。她參與了篠山紀信「為你拍照·校園之春」的活動遴選，並在眾多參加者中脫穎而出，登上當時的朝日週刊。於1980年10月，她以電視劇《元氣的!》正式以演員出道。之後她在電視劇、電影等也保持活躍。2000年，他以電影《黑之雨》第24屆日本電影學院獎中的優秀主演女優獎和藍絲帶獎中的助演女優獎。
2020年10月，為了庆祝他的演藝生涯40周年，她宣布将发布她的第一个日历「宮崎美子40周年纪念日历和写真集」，由幫助她出道的篠山紀信所拍攝。这张日历包含在篠山的建议下为了回归初心而穿着比基尼的照片。在10月19日，宮崎美子以此作品登上的Twitter第一位。10月23日，她的作品登上了亚马逊和乐天的日历和畅销榜第一位，超過了《鬼滅之刃》的官方日历。
2021年，她參演了麥當勞廣告，當中宮崎美子飾演了50年前的中學生。

### 國際交流
2019年2月5日，她擔任了萊索托王國的親善大使。

## 出演作品

### 電視動畫
2022年
- Delicious Party ♡ 光之美少女（和實米／旁白）

### 動畫電影
2018年
- 未來的未來（祖母）

2022年
- 電影 Delicious Party ♡ 光之美少女 夢想的♡兒童餐！（和實米／旁白）

2025年
- 鳳仙花（永田那奈[12]）

### 電視劇

#### 2023年
- 執行!!～狗和我和執行官～（青柳昌代）
- 毛骨悚然撞鬼經驗 夏之特別篇2023「看不見的來客」（母親）

#### 2024年
- 御飯團（米田佳代）

## 外部連結
- 官方网站
- 宮崎美子的Instagram帳戶
- YouTube上的よしよし。【宮崎美子ちゃんねる】頻道